# Tramwaje w Kostrzynie nad Odrą

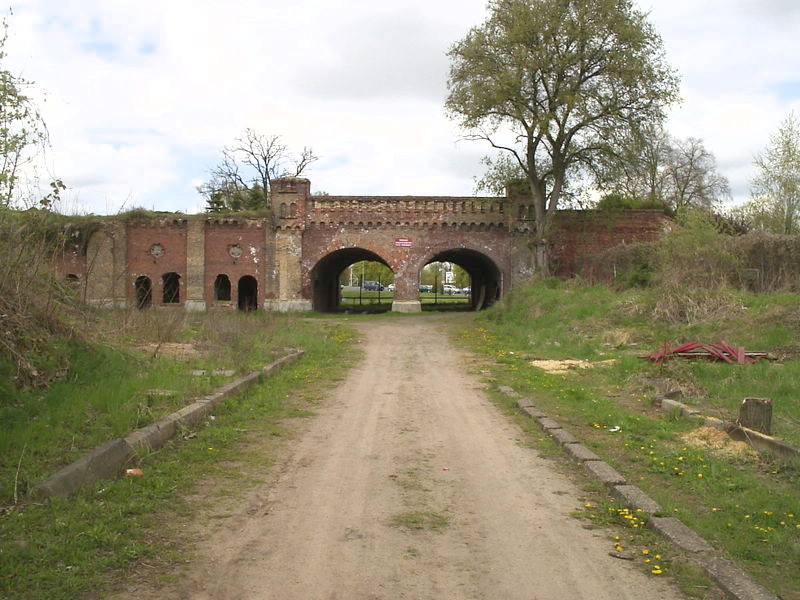
Brama Berlińska (przed rewitalizacją)

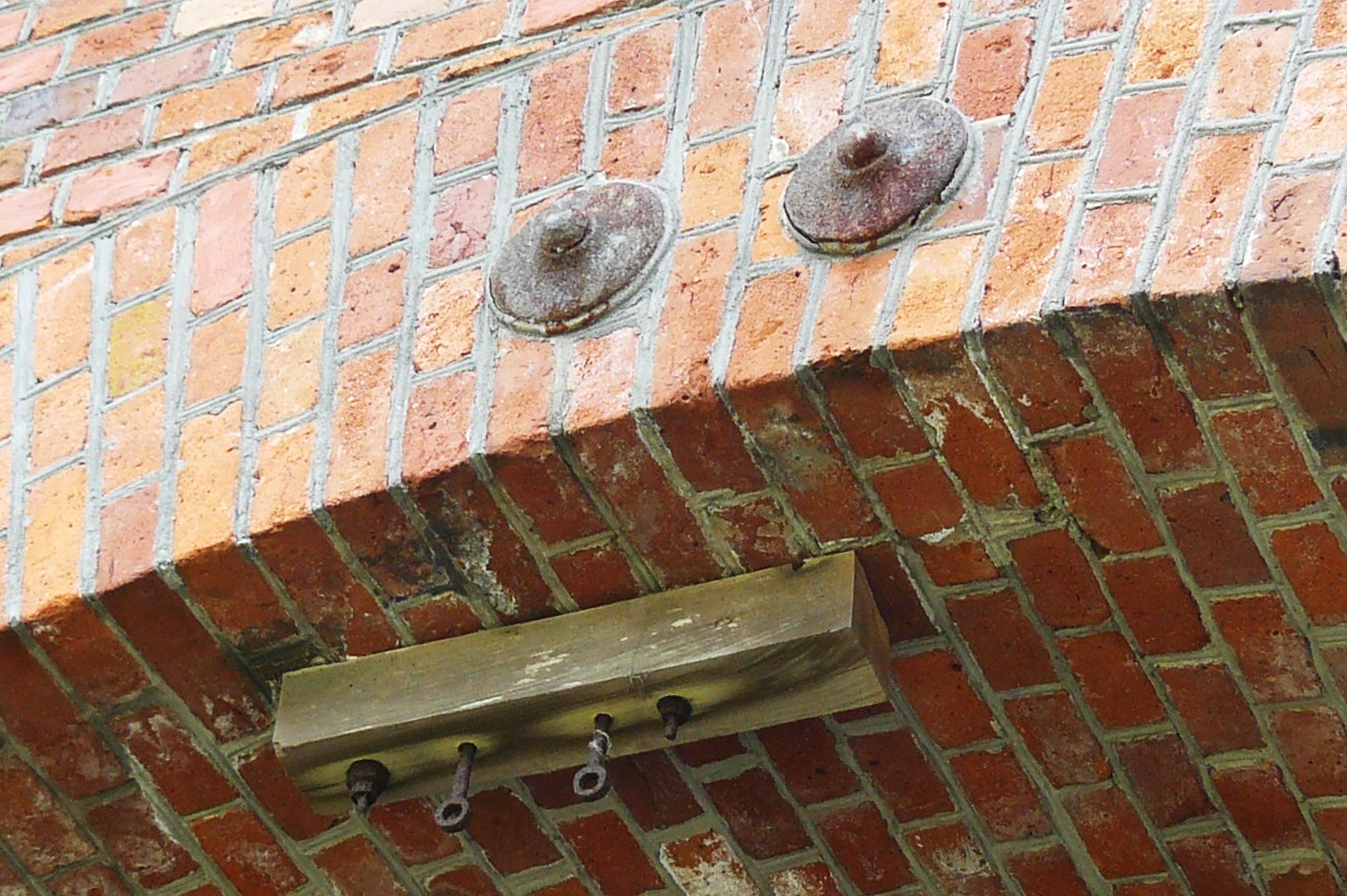
Pozostałości mocowania sieci trakcyjnej w Bramie Berlińskiej

Tramwaje w Kostrzynie nad Odrą – system komunikacji tramwajowej istniejący w Kostrzynie nad Odrą w latach 1903–1945.

## Tramwaje konne
Duże odległości między dzielnicami skłoniły władze miasta do uruchomienia połączenia tramwajowego. W tamtych czasach Kostrzyn nad Odrą (Küstrin) nie posiadał jeszcze sieci elektrycznej, więc decyzja padła na tramwaj konny o szerokości toru 1000 mm. Wagony zostały odkupione od miasta Poczdam i dostosowane do kostrzyńskich torów. Z powodu wysokich kosztów i wąskich uliczek, wybudowano jednotorową trasę z trzema mijankami. Do oficjalnego otwarcia doszło 10 marca 1903. Linie tramwajowe prowadziły z dworca kolejowego Stare Miasto, przez Rynek, Gwiazdę (dzisiaj rondo) gdzie rozchodziły się w trzech kierunkach: koszar przy ul. Gorzowskiej, Lasu Miejskiego i dworca kolejowego Nowe Miasto. W 1913 miasto zostało zelektryfikowane, więc powstały plany uruchomienia tramwaju elektrycznego i przedłużenia linii tramwajowej. Jednak z powodu braku pieniędzy do realizacji nie doszło. Po zakończeniu I wojny światowej nastały czasy wielkiego kryzysu gospodarczego, wzrosła inflacja oraz rosły koszty utrzymania, co spowodowało, że w 1923 roku kursowanie tramwaju postanowiono zawiesić, a wagony sprzedano.

## Tramwaje elektryczne
W 1924 miasto przeznaczyło pieniądze na elektryfikację tramwajów. Słupy trakcyjne zaczęto stawiać wzdłuż już istniejących torów tramwaju konnego. Prąd popłynął 30 kwietnia 1925, a oficjalne otwarcie nastąpiło 16 maja 1925 przed zajezdnią, która znajdowała się koło wieży ciśnień (dziś teren ulicy Osiedlowej koło wieży ciśnień). Miasto zakupiło cztery tramwaje od firmy Christoph & Unmack w Niska. Następnie w wyniku wzrostu przewozów dokupiło jeszcze dwa wagony. W 1928 dokupiono też dwie przyczepy, które były podobne wyglądem do wagonów silnikowych. Nie były one jednak często używane, dopiero po roku 1934 można było je częściej zobaczyć na ulicach miasta. W 1941 zostały przewiezione do Łodzi, gdzie stacjonowały w zajezdni Chocianowice. Przetrwały wojnę i jeździły po Łodzi do lat pięćdziesiątych. Ostatni tramwaj (używany) firmy Waggon – fabrik Rastatt został zakupiony w 1943 od miasta Celle.
W 1933 postanowiono przedłużyć linię do Kietz, ale że większa część pieniędzy musiałaby być przeznaczona na nowe tramwaje, rada miasta postanowiła tymczasowo przedłużyć trasę tylko do mostu na kanale Odry. Z powodu dalszego braku pieniędzy, trasy nigdy nie przedłużono do Kietz i zamknięto ją w 1937, jednocześnie tworząc przystanek końcowy przy szkole średniej. Następnego dnia została otwarta linia autobusowa, pomiędzy Kietz a Rynkiem. 30 stycznia 1945 tramwaje zwieziono do zajezdni z powodu nadchodzącego frontu. Po wojnie ocalał tylko jeden tramwaj numer 5, który później został przewieziony do Gorzowa Wielkopolskiego. Jeździł tam w latach 1947–1955 prawdopodobnie pod numerem 2. Taki sam los spotkał tory tramwajowe – ostatnie tory prawdopodobnie zniknęły na początku lat 70. XX wieku a słupy trakcyjne w 1999 podczas remontu mostu na Warcie. Zachowało się jedynie kilka rozet służących do mocowania lin nośnych sieci trakcyjnej – na murach dworca kolejowego, Wieży Ciśnień i Bramy Berlińskiej. W 2007 podczas wykopów i układania podziemnej sieci kanalizacyjnej na Starym Mieście zdjęto oryginalne fragmenty bruku z ulicy łączącej Rynek z Bramą Berlińską, tym samym usuwając ostatni istniejący zarys toru tramwajowego.
Linie tramwajowe w 1925
- Dworzec Stare Miasto – Detlefsenstrasse – Berlińska – Rynek – Sikorskiego – Rondo Unii Europejskiej (Gwiazda) – Sikorskiego – Piastowska (powrót) – Niepodległości, Dworcowa – Dworzec Gł
- Rondo Unii Europejskiej  (Gwiazda) – Sikorskiego – Sportowa – Las Miejski (koło dawnego Stadionu Miejskiego)
- Urząd Finansowy – Gorzowska – Rondo Unii Europejskiej (Gwiazda)

Linie tramwajowe w 1934 roku
Po wydłużeniu linii tramwajowej do Mostu na kanale Odry zamknięto odcinek do Dworca Strare Miasto 
- Most na kanale Odry – Detlefsenstrasse – Berlińska – Rynek – Sikorskiego – Rondo Unii Europejskiej (Gwiazda) – Sikorskiego – Piastowska (powrót) – Niepodległości, Dworcowa – Dworzec Gł
- Rondo Unii Europejskiej  (Gwiazda) – Sikorskiego – Sportowa – Las Miejski (koło dawnego Stadionu Miejskiego)
- Urząd Finansowy – Gorzowska – Rondo Unii Europejskiej (Gwiazda) – Sikorskiego – Rynek – Berlińska – Detlefsenstrasse – Most na kanale Odry
  -  Linia tramwajowa w niedzielę
- Most na kanale Odry – Detlefsenstrasse – Berlińska – Rynek – Sikorskiego – Rondo Unii Europejskiej (Gwiazda) – Niepodległości – Dworcowa – Dworzec Gł – Piastowska – Sikorskiego – Sportowa – Las Miejski (koło dawnego Stadionu Miejskiego)

Linie tramwajowe w 1937 roku
Po skróceniu linii tramwajowej, otworzono linię autobusową Rynek – Kietz 
- Szkoła Średnia – – Berlińska – Rynek – Sikorskiego – Rondo Unii Europejskiej (Gwiazda) – Sikorskiego – Piastowska (powrót) – Niepodległości, Dworcowa – Dworzec Gł
- Rondo Unii Europejskiej  (Gwiazda) – Sikorskiego – Sportowa – Las Miejski (koło dawnego Stadionu Miejskiego)
- Urząd Finansowy – Gorzowska – Rondo Unii Europejskiej (Gwiazda) – Sikorskiego – Rynek – Berlińska – Szkoła Średnia
  - Linia tramwajowa w niedzielę
- Szkoła Średnia – Berlińska – Rynek – Sikorskiego – Rondo Unii Europejskiej (Gwiazda) – Niepodległości – Dworcowa – Dworzec Gł – Piastowska – Sikorskiego – Sportowa – Las Miejski (koło dawnego Stadionu Miejskiego)

## Przystanki tramwajowe
| Przystanki           | dzisiejsze miejsca                                             | dzisiejsze miejsca                                                      |
| -------------------- | -------------------------------------------------------------- | ----------------------------------------------------------------------- |
| Alte Frankfurterstr. | przy Alte Frankfurterstr.                                      | otwarty 1933 r., zamieniony 1 grudnia 1937 r. na przystanek autobusowy  |
| Artilleriestrasse    | przy Artillerestrsse                                           | otwarty 1933 r., zamieniony 1 grudnia 1937 r. na przystanek autobusowy  |
| Bahnhof Altstadt     | obok Bahnhof Altstadt (Dworca Starego Miasta)                  | zawieszony w grudniu 1933 r.                                            |
| Bahnhof Neustadt     | obok Dworca Kolejowego i Dworca PKS                            |                                                                         |
| Bahnhofstrasse       | przy ul. Dworcowej                                             |                                                                         |
| Boelkestrasse        | przy ul. Sportowej koło dawnego Hortexu                        | wcześniej nosił nazwę Emailliewerk                                      |
| Emailliewerk         | przy ul. Sportowej koło dawnego Hortexu                        | wyłączony w czerwcu 1930 r. Przywrócony pod nazwą Boelkestrasse 1935 r. |
| Finanzamt            | obok 3 Maja                                                    |                                                                         |
| Friedenskirche       | -                                                              |                                                                         |
| Mittelschule         | koło mostu Odrzańskiego, granica                               |                                                                         |
| Oderbrücke           | na moście odrzańskim                                           | zamieniony 1 grudnia 1937 r. na przystanek autobusowy                   |
| Odervorflutbrücke    | przy Odrze w Küstrin-Kietz                                     | otwarty 1933 r., zamieniony 1 grudnia 1937 r. na przystanek autobusowy  |
| Rennplatz            | przy ul. Berlińskiej obok Plac Ćwiczeń                         | wyłączony pomiędzy 1940-1944 r.                                         |
| Marktplatz           | Rynek Stare Miasto                                             |                                                                         |
| Moltkeplatz          | niedaleko Park Lwa                                             |                                                                         |
| Neumarkt             | koło Placu Wojska Polskiego                                    |                                                                         |
| Rackelmannstrasse    | przy ul. Sikorsiego koło Kopernika                             |                                                                         |
| Schützenstrasse      | za Piastem koło kina Warty                                     | tylko w weekendy oraz podczas wyjazdów i zjazdów do zajezdni            |
| Schwimmanstalt       | -                                                              | tylko w sezony letnie                                                   |
| Sportplatz           | -                                                              |                                                                         |
| Stadtwald            | Między rondem Woodstock a Osiedlem Leśnym                      |                                                                         |
| Stern                | Rondo Unii Europejskiej                                        |                                                                         |
| Stülpnagelkaserne    | dzisiejsza ul. Sportowa (os. Leśne – dawne koszary Stulpnagla) | wyłączony w 1944 r.                                                     |
| Wallstrasse          | -                                                              | przeniesiony w 1932 r.koło Hoher Kavallier(dzisiaj koło hotelu Bastion) |
| Weinbergstrasse      | przy ul. Gorzowskiej obok ul. Żeglarskiej                      |                                                                         |